# Юнь у
Юнь У (кит. 庐山云雾茶) — китайский зеленый чай. Место произрастания: Китай, провинция Цзянси, горы Лушань (горы Лу) (庐山). Состоит из очень мелких листочков тёмно-зелёного цвета. Является одним из самых древних чаев, известен ещё со времен эпохи Тан . Им восхищались различные политические деятели, поэты и художники. Тайский летописец и поэт Лушань Чжи посвятил Юнь У трактат («Заметки о Лушань»). Имеет очень насыщенный, даже резковатый вкус и яркий цвет настоя. По вкусу немного напоминает японскую сенчу.

## Способ заваривания
Заваривать горячей кипяченой водой с температурой 70 градусов, из соотношения 4-5 граммов чая на 100 миллилитров горячей воды. Первую заварку слить и дать чаю раскрыться. Настоять 3-5 секунд, пролить и разлить по пиалам. Возможно заваривать до 1 литра — при этом постепенно увеличивать время настаивания чайного напитка.